# Felix Vercruyssen
Felix Louis Augustinus Vercruyssen (Sint-Niklaas, 24 december 1892 - Gent, 26 april 1952) was een Belgisch geestelijke, kanunnik en priester-leraar. Hij was de stichter en diocesaan proost van KSA bisdom Gent, de Oost-Vlaamse KSA en KSA Sint-Paulus Sint-Niklaas. Hij wordt beschouwd als vader en grondlegger van de KSA-jeugdbeweging in Vlaanderen.

## Leven
Felix Vercruyssen werd op 24 december 1892 geboren in de Lodewijk De Meesterstraat in Sint-Niklaas. Na de lagere school liep hij college aan het Sint-Jozef-Klein-Seminarie. Hij volgde daar ook filosofie als voorbereiding op zijn priesterschap. Hij promoveerde als licentiaat in de Wijsbegeerte. Tijdens de Eerste Wereldoorlog was hij brancardier. Hij werd priester gewijd op 21 mei 1921. Nadien behaalde hij een baccalaureaat in de theologie. In 1923 werd hij benoemd tot professor aan het Kleinseminarie in Sint-Niklaas.
Eind 1926 benoemde Monseigneur Coppieters, bisschop van Gent, hem tot superior van het Klein-Seminarie in Sint-Niklaas. In de zomervakantie van 1927 werd hij aangespoord tot de uitbouw van de KA-gedachte in bisdom Gent. Zo werd hij als diocesaan proost aangesteld van de JVKA-werking in Oost-Vlaanderen en was hij afgevaardigd medestichter van de koepelorganisatie voor Vlaanderen in 1928. Hij nam deel aan het grootse jeugdcongres in augustus van datzelfde jaar en trad enkele weken later op als medeoprichter van de Katholieke Studentenactie.
Waarschijnlijk in augustus 1927 kreeg hij op eerder informele maar duidelijke wijze het mandaat van bisschoppelijk gouwproost voor de Oost-Vlaamse studentenbonden. Als superior van het belangrijkste college in het bisdom was hij hiervoor ook de aangewezen persoon. In die hoedanigheid was hij aanwezig op de landdag in Antwerpen en stelde hij samen met zijn bisschop de verantwoording en concrete formuleringen van het specifieke Oost-Vlaamse standpunt op.
Superior Vercruyssen werd erekanunnik van Sint-Baafs in 1931. In 1936 werd hij aangesteld als pastoordeken van Sint-Niklaas. Ondertussen had hij reeds in 1934 zijn diocesaan mandaat als gouproost overgedragen aan Leo De Kesel. Maar als pastoordeken bleef hij toch zeer geïnteresseerd in de groei en uitbouw van de KSA. Daarvan getuigt zijn lange commentaarbrief op het ontwerp van de Arteveldekeure in 1947.
In Sint-Niklaas maakte hij ook de moeilijke jaren van de oorlog mee. Naast zijn veelzijdige inzet bij de hulpverlening aan oorlogsslachtoffers werd hijzelf ook getroffen toen de dekenij in de Kalkstraat werd vernield.
In 1946 werd hij door bisschop Coppieters aangesteld tot pastoor van Sint-Baafs in Gent. Meteen werd hij ook lid van de bisschoppelijke raad. In 1947 duidde zijn bisschop hem aan als vicaris-generaal en algemeen directeur van de Zusters Augustinessen te Gent. In 1951 volgde zijn verheffing tot aartspriester en deken van de stad Gent.
Het zware werk en de grote verantwoordelijkheid hadden ondertussen echter zijn gezondheid aangetast en zijn hart verzwakt. Hij overleed te Gent op 26 april 1952 en werd begraven op het Gentse kerkhof te Mariakerke. Als laatste wilsbeschikking wilde hij, in tegenstelling tot zijn waardigheid, begraven worden met slechts een eenvoudig houten kruis als grafversiering.
Felix Vercruyssen kreeg de erenaam 'Vader van Jong-Vlaanderen'. Zijn visie werd door alle KSA-gouwen aanvaard en tot op vandaag blijven zijn woord en gedachte doorwerken, zelfs in de moderne jeugdbeweging KSJ-KSA-VKSJ. Als dankbare hulde in memoriam gaf de leiding van de Oost-Vlaamse Ridderschool in het jaar 1953 de naam 'Promotie Vercruyssen' aan de toen ingerichte cursus.

## Vercruyssen en de KSA
Van bij de oprichting van het JVKA kwam de beweging in conflict met de AKVS-leiding. De Oost-Vlaamse bisschop Honoré-Jozef Coppieters koos hierbij voor de strategie die al in Limburg gevolgd was. Hij gelastte zijn "studentenproost" Felix Vercruyssen in 1928 de bestaande AKVS-bonden zo veel mogelijk te sparen en ze los te rukken van de AKVS-leiding in Leuven. Op die manier hoopte hij de "aloude bisschoppelijke studentenbeweging", die zowel kerkelijk-strijdend als Vlaamsgezind was, in ere te herstellen. Een heleboel bonden maakte zo de overstap naar het JVKA. Waar de studentenbonden trouw bleven aan het AKVS, werd een nieuwe JVKA-studentengilde opgericht, die uiteraard werd gesteund door de kerkelijke en door de collegeoverheid. De eerste KSA-bond, KSA Sint-Paulus, (als JVKA-studentengilde) werd reeds in 1927 opgericht in het Sint-Jozef-Klein-Seminarie van Sint-Niklaas waar Felix Vercruyssen superior was.
In bonden die aansloten bij het JVKA gingen de AKVS-getrouwen vaak ondergronds. Soms poogden ze het roer over te nemen en de bond terug bij het AKVS aan te sluiten. Maar KSA zou uiteindelijk het pleit winnen.
De KSA-bonden in Oost-Vlaanderen verenigden dus, anders dan in West-Vlaanderen de katholieke en de Vlaamse werking. In West-Vlaanderen had gouwproost Karel Dubois de Vlaamse werking ondergebracht in het Jong-Volksche Front, (JVF). Onder Vercruyssens opvolger Leo De Kesel werd het JVF ook in Oost-Vlaanderen geïntroduceerd, maar zijn werking kende geen succes.
Vercruyssen speelde een grote rol in het introduceren van de jeugdbewegingsmethodiek in de KSA. In de Sint-Niklase bond werd al duchtig gewerkt met deze jeugdbewegingselementen. In de oude studentengilden waren wel sporadisch jeugdbewegingsactiviteiten aanwezig (tochten, spel ...), maar in hoofdzaak bleven het toch studie- of toneelkringen. Vanaf de jaren 1930 deden meer jeugdbewegingelementen hun intrede. Jongere leden sluiten aan en er komt stilaan een indeling in leeftijdscategorieën: de knapenwerking ontstaat zo. Vooral de Duitse katholieke bewegingen als de Wandervogel en Neudeutschland, maar ook de scouts oefenen een grote invloed uit. KSA Oost-Vlaanderen werkt de jeugdbewegingsmethodiek als eerste uit in 1937 met het Guldensporenprogramma en noemt zich vanaf dan Jong-Vlaanderen. Deze nieuwe methodiek wordt ook overgenomen door de andere KSA-gouwen en leidt tot een beperkte samenwerking: in 1943 wordt de Interdiocesane Federatie KSA-Jong-Vlaanderen gesticht.

## Auteur
- Een priester van onzen tijd: zeereerwaarde heer August Nobels, 1884-1938; Gouwsekretariaat K.S.A., 1938